# Jemeni rigó
A jemeni rigó (Turdus  menachensis) a madarak osztályának verébalakúak (Passeriformes) rendjébe és a rigófélék (Turdidae) családjába tartozó faj.

## Rendszerezése
A fajt William Robert Ogilvie-Grant skót ornitológus írta le 1913-ban.

## Előfordulása
Jemen és Szaúd-Arábia területén honos. Természetes élőhelyei a szubtrópusi és trópusi lombhullató erdők és cserjések, valamint ültetvények és vidéki kertek. Állandó nem vonuló faj.

## Megjelenése
Testhossza 23 centiméter, testtömege 72–79 gramm. Háta és szárnya sötétbarna, hasa világosabb mintázattal. Csőre narancssárga.

## Életmódja
Gerinctelenekkel táplálkozik, de néha gyümölcsöket is fogyaszt.

## Természetvédelmi helyzete
Az elterjedési területe nem nagy, egyedszáma 20 000 példány alatti és csökken. A Természetvédelmi Világszövetség Vörös listáján mérsékelten fenyegetett fajként szerepel.